# Christin Horst
Christin Horst (* 9. Dezember 1992 in Bad Oeynhausen) ist eine deutsche Fußballspielerin. Die Mittelfeldspielerin spielt seit 2013 für den SV Kutenhausen-Todtenhausen.

## Karriere
Horst begann ihre Karriere in Wulferdingsen und wechselte 2005 zum Herforder SV. Dort war sie bis zur B-Jugend in den Nachwuchsmannschaften aktiv und wechselte 2009 in den Erwachsenenbereich, wo sie zunächst mit der zweiten Mannschaft in der Westfalenliga spielte.
Am 20. Februar 2011 wurde sie erstmals ins Bundesligateam eingewechselt und erzielte in diesem Spiel ein Tor. Insgesamt spielte sie in 7 Spielen für Herford und erzielte dabei 2 Tore. Nach Ende der Saison 2011/12 wechselte sie in die USA zu den Hartford Hawks.
Horst machte 2012 ihr Abitur am Immanuel-Kant Gymnasium in Bad Oeynhausen und studierte zwischen September 2012 und Juli 2013 Englisch auf Lehramt an der University of Hartford.